# Marronnage (esclavage)
Pour les articles homonymes, voir Marronnage, Marron, Cimarron et Nègre (homonymie).
 (avril 2017).

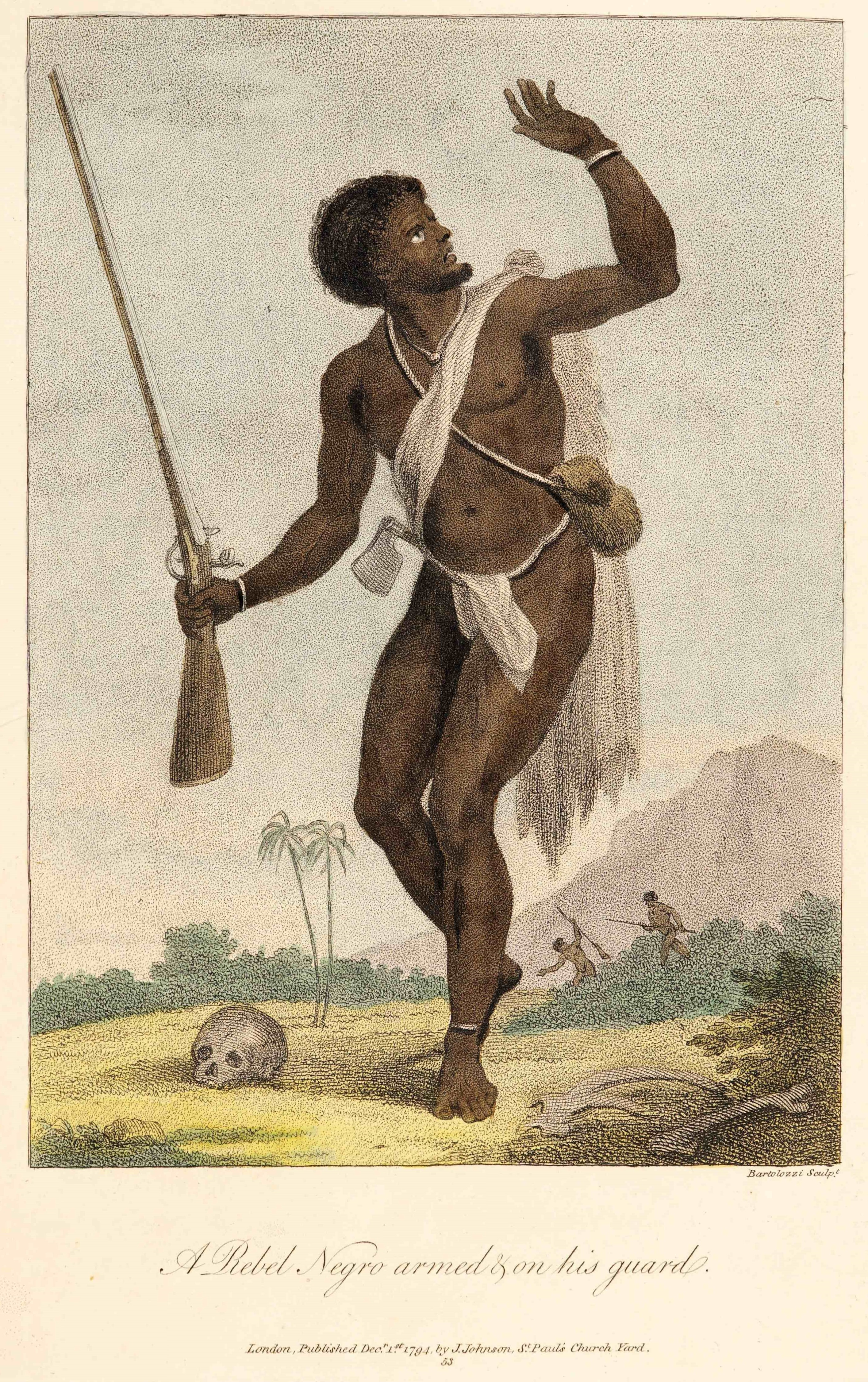
Esclave évadé au Suriname, 1796.

Le marronnage est, à l'époque coloniale, la fuite d'un esclave hors de la propriété de son maître en Amérique, aux Antilles ou dans les Mascareignes. Le fugitif lui-même était appelé marron ou nègre marron, negmarron, voire cimarron (d'après cimarrón, le terme espagnol d'origine).

## Étymologie
Le terme de « marron » vient de l’espagnol cimarrón, « vivant sur les cimes » (de cima, « cime »), qui apparaît dès la conquête d’Hispaniola. C’est un mot emprunté aux Arawaks et qui désigne des animaux domestiques qui s'échappent et retournent à l'état sauvage. À partir de 1540, ce terme désigne les esclaves fugitifs et finira par désigner plus globalement celui qui retourne vers l’état de nature.
On continue d'utiliser par ailleurs le terme marronnage (ou féralisation) pour qualifier le retour, partiel ou total, d'animaux domestiques à l'état sauvage, après avoir été abandonnés ou s'être échappés. On parle d'un animal marron ou féral (venant lui-même du castillan fera : « bête sauvage »).

## Lieux de fuite

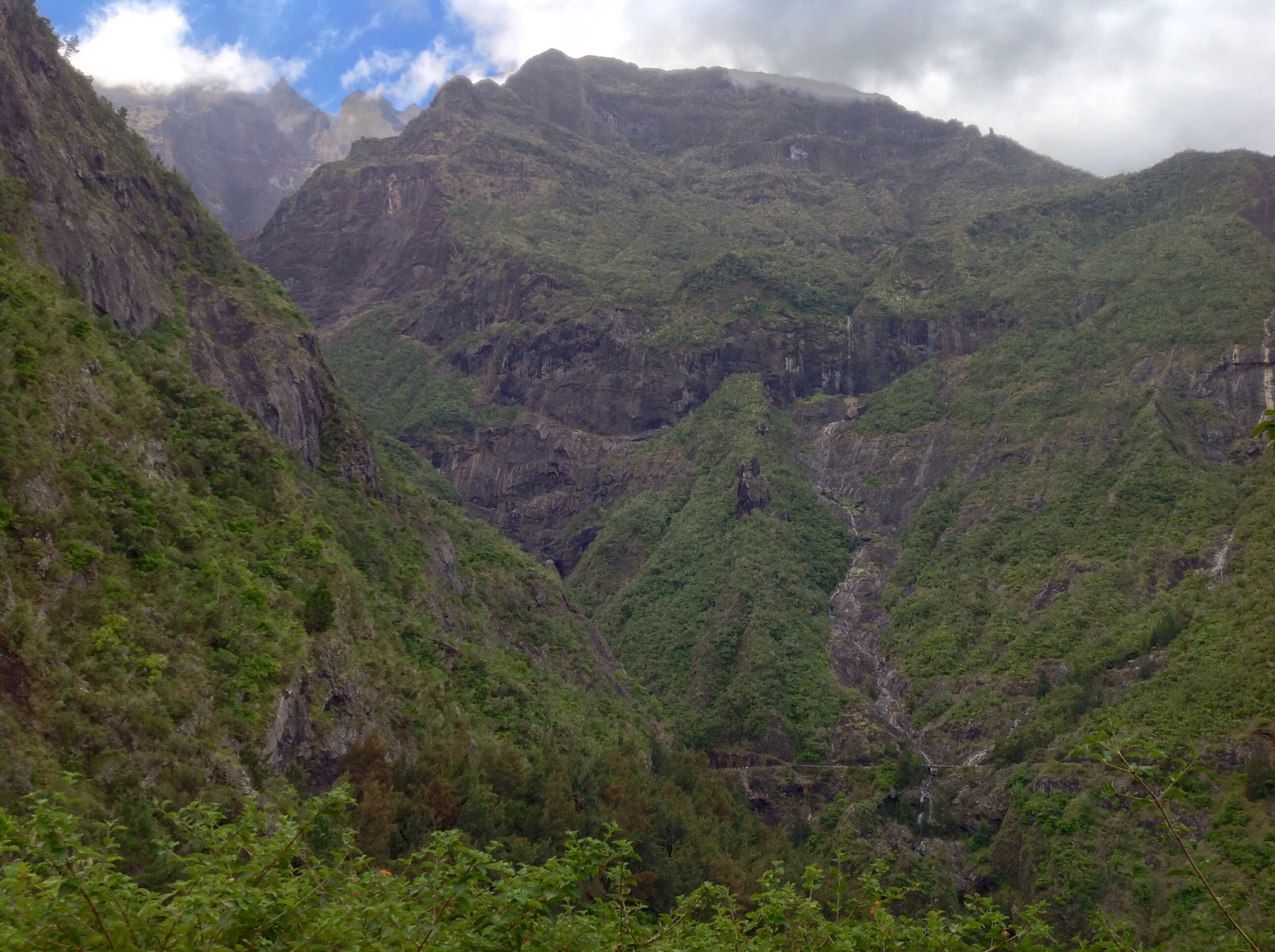
La Vallée secrète, lieu d'implantation de marrons à La Réunion.

Les marrons se réfugiaient généralement dans des lieux inaccessibles. À La Réunion, par exemple, ils fuyaient notamment dans les Hauts de l'île, dont ils furent les premiers habitants. À Maurice, ils se cachaient dans une montagne du sud-ouest de l'île, le Morne Brabant.
Les anciens esclaves marrons qui se sont réfugiés loin dans les forêts (et montagnes) ont su sauvegarder et transmettre leurs modes de vie africains et même partiellement leurs langues d'origine[réf. souhaitée].

## Communautés d'origine marron

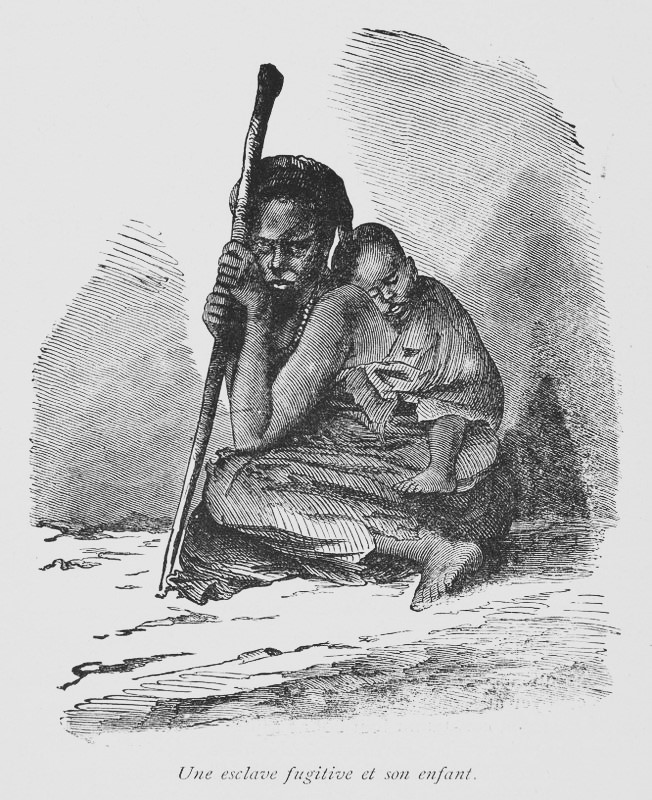
Une esclave fugitive et son enfant.

Parfois, ils parvenaient à se regrouper en de véritables communautés clandestines organisées, comme les sociétés fondées par les Alukus et les Djukas au Suriname. Au Brésil, ces communautés étaient appelées mocambo, ou quilombo pour les plus importantes, et en Amérique hispanophone, palenque.
Certaines d'entre elles ont été très importantes par leur population et/ou leur durée, au point qu'on parle parfois de républiques d'esclaves marrons, comme pour le quilombo de Palmares (quilombo) au Brésil, ou de royaumes, comme celui du « roi » Cimendef à La Réunion ; de nombreux sites naturels des trois cirques de l'île portent d'ailleurs toujours le nom de marrons. Ainsi, Anchaing a laissé son nom à un sommet de Salazie.
Les communautés qui ont perduré se trouvent :
- au Brésil, comme le quilombo de Palmares ;
- au Guyana ;
- au Suriname (les Djukas, Kwinti, Matawai, Paramaka et Saramaca) ;
- en Guyane, les Noirs marrons (ethnies Aluku (ou Boni), Saramaca, Paramaca et Djuka (ou Aukan)) y sont appelés génériquement Bushinengue, parlent les langues aluku, ndjuka et paramaka (nenge tongo) ;
- en Colombie, comme Palenque de San Basilio, parlant son propre créole hispanique : le palenquero ;
- au Honduras ;
- marginalement à la Jamaïque ;
- au Mexique à San Lorenzo de los Negros, devenue Yanga (Veracruz) ;
- aux États-Unis, comme au marronnage du Grand marais lugubre.

Elles habitent souvent sur les bords des fleuves qui constituent les seules voies de circulation en forêt profonde.
Au Brésil, la constitution garantit les droits des Communidades remanescente de quilombo, et plus de 2 000 de ces Communautés quilombolas ont aujourd'hui un statut officiel.

### En Jamaïque

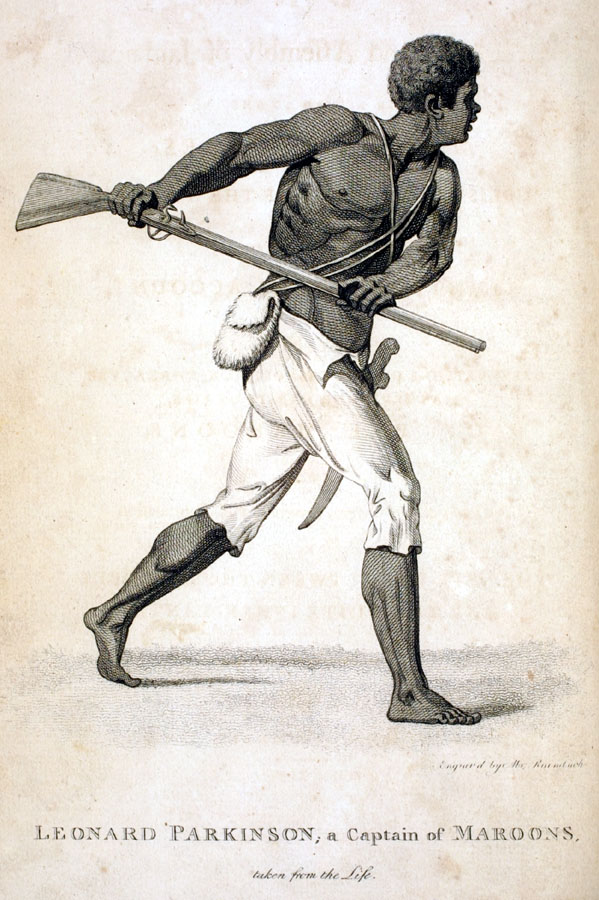
Leonard Parkinson, chef marron jamaïcain.

Les premiers marrons de Jamaïque sont les indiens Taïnos, rescapés du génocide pratiqué par les conquistadores espagnols lorsqu'ils s'emparent de l'île en 1494. Des 60 000 Taïnos qui y vivent à l'époque, il ne reste plus cinquante ans plus tard que quelques centaines d'individus. Une partie des Taïnos survivants s'enfuit et se cache dans les montagnes.
En Jamaïque, en 1738, les marrons tiennent tête à des troupes britanniques. Nanny est une des personnalités d'envergure de la résistance jamaïcaine. Ils obtiennent un territoire encore aujourd'hui indépendant en contrepartie de leur collaboration avec le gouvernement. Certains vieillards descendant des Nègres marrons (Neg' marrons) parlent encore d'anciens dialectes africains tel le coromanti. Les marrons de Moore Town ont aussi conservé d'autres traditions comme la cérémonie du Kromanti Play et la médecine traditionnelle d'origine africaine. La symbolique des Neg' marrons est très présente dans le reggae car elle véhicule, elle aussi, une image de rébellion.

### En Guyane et au Suriname
Les Bushinengués sont estimés à plus de 70 000 en Guyane et à près de 120 000 au Suriname (où ils sont appelés Bosneger). Ils ne reconnaissent généralement pas la frontière entre le Suriname et la France.
Ils sont les descendants d'esclaves africains révoltés ou enfuis des plantations avant l'abolition de l'esclavage, ou d'esclaves libérés.
Leurs ancêtres ont été capturés, puis vendus le long des côtes africaines aux négriers puis déportés aux Amériques pour servir de main-d'œuvre, essentiellement dans les plantations de canne à sucre (industrie sucrière) et de café. D'abord réfugiés en forêt profonde pour éviter d'être repris, ils se sont ensuite installés sur les rives des grands fleuves, surtout sur le Maroni.
Les Bushinengués sont constitués de six groupes ethniques : les Alukus (ou Bonis), les Saramaca, les Paramacas, les Djukas, les Kwintis et les Matawais.

## Culture

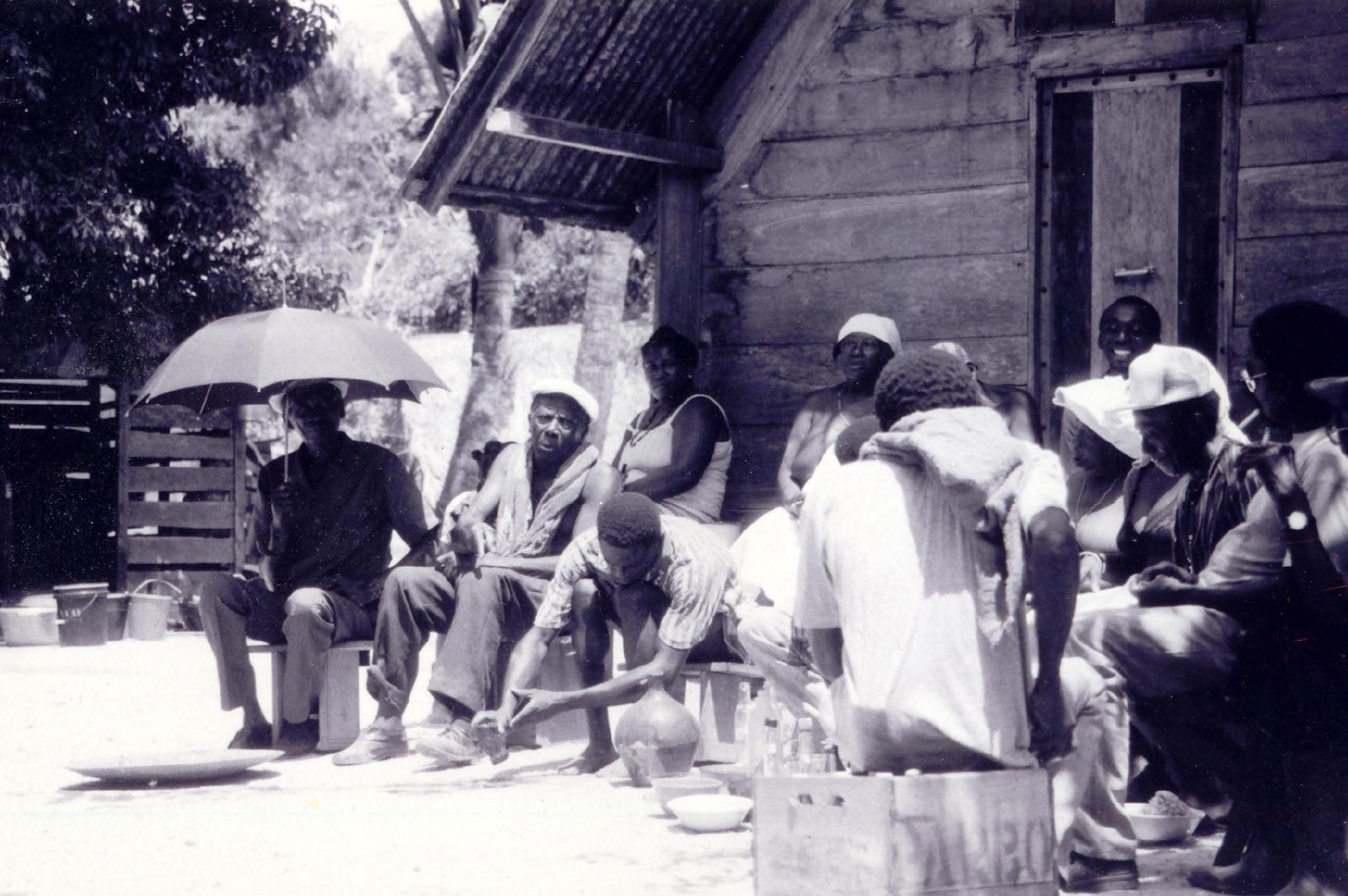
Rituel à base de rhum pour les esprits protecteurs du village marron de Santigron au Suriname, où vivent des descendants d'esclaves en fuite du XVIII. Contrairement au Brésil ou à la Jamaïque, quelque 20 000 Marrons vivent encore dans la forêt tropicale du Suriname, ayant conservé une culture originale et traditionnelle, mêlant animisme, mystique africaine voire coutumes juives.

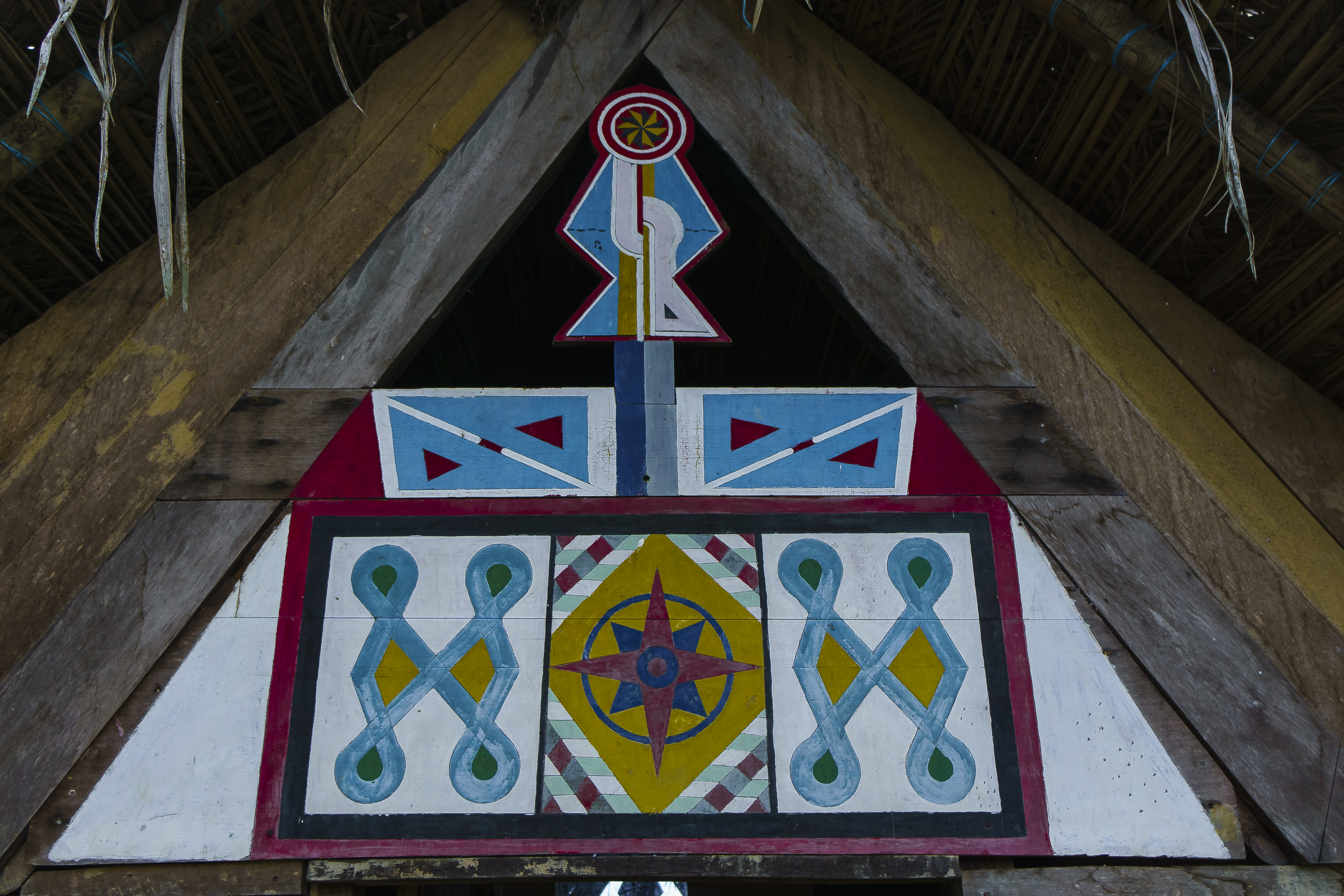
Art de la tribu marron Aucaner (musée Nieuw Amsterdam)

La culture marron fait encore vivre une partie des traditions des ancêtres africains : vocabulaire, peintures, danses, musiques, vie communautaire bien qu'ayant évolué différemment.
Couleurs vives et formes géométriques symboliques et/ou décoratives caractérisent l'art noir-marron appelé art Tembé. On les trouve sur les portes, les pirogues, les sièges sculptés, les fresques et certains objets vendus aux touristes (sculptures, sièges pliants… présentant des formes originales qui diffèrent des sculptures africaines traditionnelles).
L'accès à l'école reste parfois difficile, mais est mieux réalisé que pour les populations amérindiennes de la forêt. Il modifie la perception et les comportements des jeunes, comme le football, la télévision, la voiture, le téléphone portable, le quad qui deviennent objets d'intérêt, éloignant les enfants de la culture de leurs parents.

## Chasse et sanctions

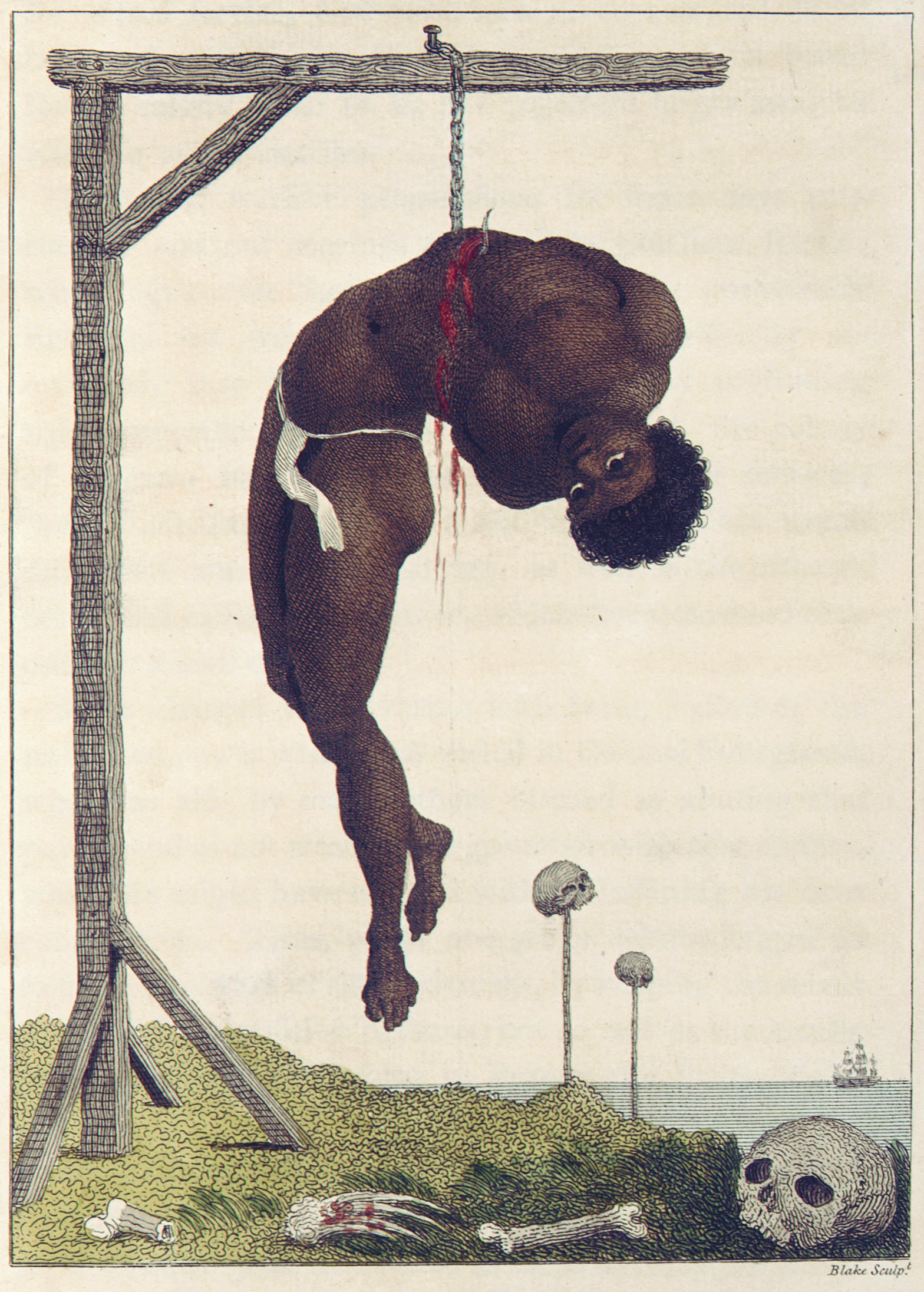
Gravure de William Blake représentant un esclave suspendu par un crochet de boucher, extrait d'un ouvrage de John Gabriel Stedman racontant son expédition de 5 ans (1772 à 1777) au Guyana contre les esclaves noirs révoltés du Suriname, cruellement châtiés. De telles gravures, en informant le public européen des traitements infligés aux révoltés, ont renforcé les courants abolitionnistes.

Le développement du marronnage a rapidement amené les maîtres à engager des chasseurs d'esclaves.
Aux Antilles, ceux qui étaient rattrapés étaient châtiés par mutilation : leur tendon d'Achille était sectionné  afin qu'ils ne puissent plus courir.
À La Réunion, ils étaient parfois tués lors de la chasse. Le chasseur ramenait alors au maître une oreille et une main du fugitif en guise de preuve de la réussite de sa chasse, le corps entier ne pouvant être transporté par un homme seul le long de sentiers escarpés. Ces prises étaient parfois exhibées à l'entrée des plantations pour dissuader d'éventuels nouveaux fugitifs.
Selon un épisode célèbre de l'histoire de l'île Maurice, un important groupe d'esclaves n'hésita pas à se précipiter dans le vide du haut d'un rocher élevé (le Morne Brabant dans le sud de l'île) lorsqu'ils se retrouvèrent acculés au bord d'une falaise par des hommes qu'ils prenaient pour des chasseurs. Ils n'étaient en fait que des messagers chargés de leur annoncer l'abolition de l'esclavage,.

## Marrons célèbres par région

### Brésil
- Aqualtune[8]

### Guadeloupe
- Solitude (vers 1772-1802)
- Bazile, chef de bande vers 1773[9].

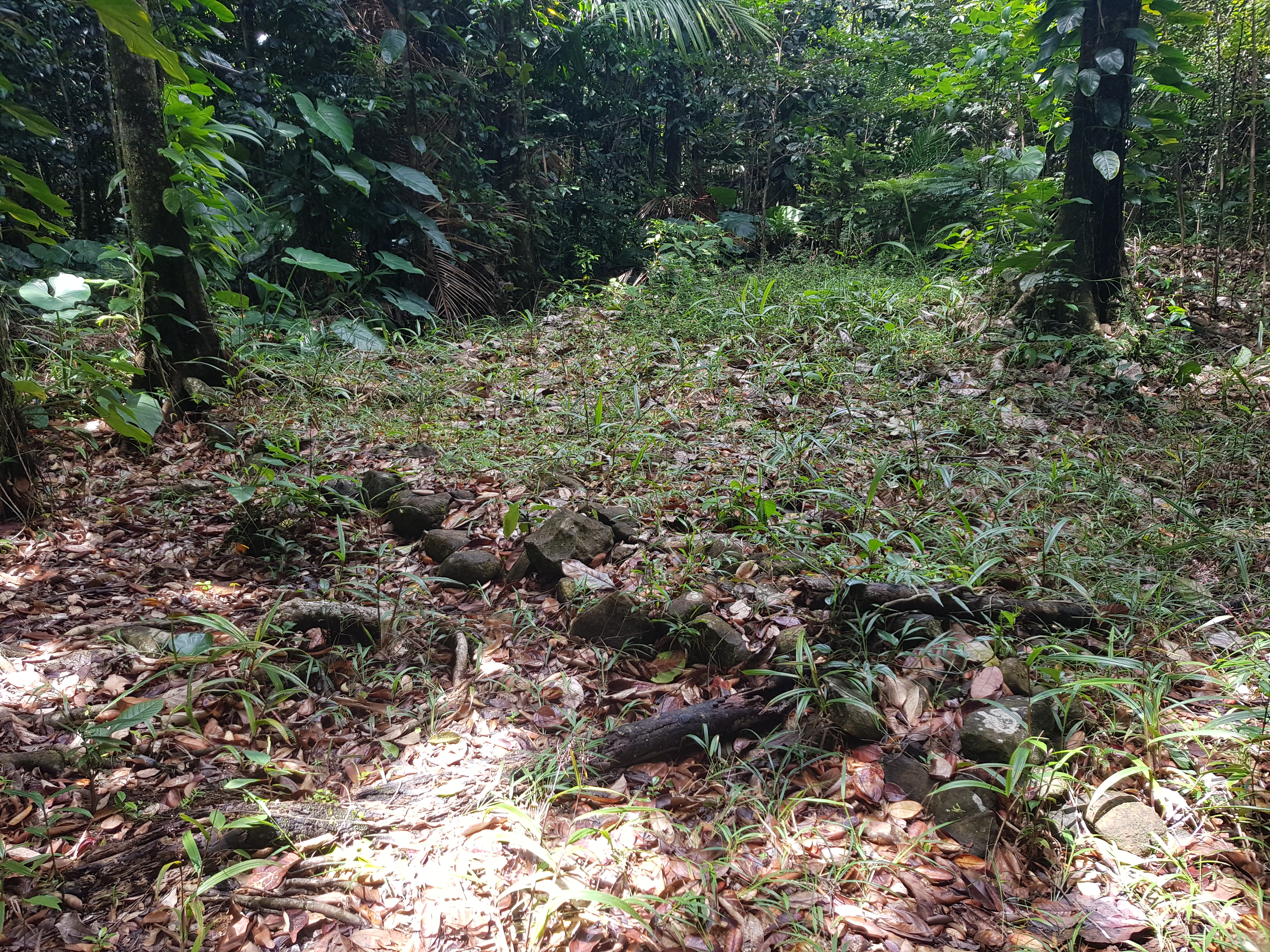
Vestiges en pierre d'anciennes cases d'esclaves fugitifs (Nèg marrons), au lieu-dit Desbordes, Guadeloupe.

- Mocachy, vers 1818, Grand Papa, vers 1821, Bonga, vers 1836 et Martial, vers 1840, chefs de la bande des Kellers[10].

### Guyane
- Simon Frossard[11],[12].
- Linval[12].
- Pompée[12] et sa femme Gertrude[13]
- Les Alukus ou Bonis
- Gabriel, chef marron du campement marron « La Gabrielle »[13]
- Claire et la communauté de Montagne-Plomb

### Île de la Réunion
- Anchaing
- Cimendef
- Cotte
- Dimitile
- Empereur Baal[14]
- Empereur Pitré[14]
- Roi Diamparé[14]
- Roi Mafati[14]
- Roi Phaonce[14]
- Roi Tsymandevo[14]

### Jamaïque
- Nanny (Jamaïque)

### Île Maurice
- Barbe blanche
- Diamamouve, dont une cascade dans l’est du pays porte le nom[15].
- Madame Françoise
- Sans Souci

### Saint-Domingue
- Macandal (ou Makandal, ou Mackandal)
- Dutty Boukman (Samba Boukman)
- Sansousi
- Lamour Derance
- Petit Noel Prieur (Ti-Nwèl)
- Jean Zinga
- Macaya
- Sylla
- Plymouth
- Enriquillo
- Donpedro

### Panama
- Bayano également connu sous le nom de Ballano, Vallano ou Bayamo

## Dans les arts

### Littérature
- Des œuvres de fiction évoquent la Révolution des esclaves noirs de la colonie française de Saint-Domingue ; voir l'article Révolution haïtienne.
- Des œuvres littéraires modernes mettent en scène des personnages de marrons ; elles ont été analysées notamment par Richard Burton dans Le Roman marron : études sur la littérature martiniquaise contemporaine, L'Harmattan, 1997, et Marie-Christine Rochmann, dans L'Esclave fugitif dans la littérature antillaise, Karthala, 2000.
- 1600
  - Aphra Behn, Oroonoko, ou la Véritable histoire de l'esclave royal (1688), traduction de l'anglais par G. Villeneuve, présentation par Y. Charara, Paris, Garnier-Flammarion, 2009. Le héros de cette nouvelle est un marron de la colonie anglaise de Suriname.
- 1700
  - Jean-François de Saint-Lambert, Ziméo (1769), dont le héros est un marron de la colonie anglaise de Jamaïque.
  - Bernardin de Saint-Pierre, Paul et Virginie (1789), pour un bref épisode de ce roman, dont l'action se situe dans la colonie française de l'Île-de-France (actuellement île Maurice), qui met en scène des marrons anonymes.
- 1800
  - Alexandre Dumas, Georges (1843). Le héros de cette nouvelle prend la tête d'une révolte d'esclaves et d'hommes de couleur libres de la colonie française de l'île Maurice.
  - Louis Timagène Houat, Les Marrons (1844). Premier roman d'un Réunionnais. L'action est située en 1833 et ses héros sont des marrons[16].
  - Harriet Beecher Stowe, La Case de l'oncle Tom (1851), traduction de l'anglais par L. Enault, commentaires de J. Bessière, Le Livre de Poche classique, 1986. Des personnages secondaires de ce roman (Elisa et son mari Georges Harris) sont des marrons qui fuient l’État américain de Kentucky.
- 1900
  - Alejo Carpentier, Los fugitivos (1946, nouvelle).
  - Édouard Glissant[17], La Lézarde (1958), Le Quatrième Siècle (1964), Malemort (1975), La Case du commandeur (1981), Mahagony (1987).
  - André Schwarz-Bart, La Mulâtresse Solitude (1972).
  - Daniel Maximin, L’Isolé soleil (1985)[18].
  - Patrick Chamoiseau, Texaco, 1992 (Prix Goncourt), Gallimard, L’Esclave vieil homme et le molosse (1999).
- 2000
  - Denis Vierge, Un marron, tome 1: Caf'la bou, Editions DBDO, 2013; Un marron, tome 2 : Louise, Editions DBDO, 2016.
  - Anthony Cruz, Après la rivière, il y a un bateau, Les Éditions du Panthéon, 2013  (ISBN 978-2-7547-2005-2).
  - Raphaël Confiant, Nègre marron (2006).
  - Daniel Vaxelaire, Chasseur de noirs, Orphie, 2004.

### Cinéma
- Ni chaînes ni maîtres, film français réalisé par Simon Moutaïrou, 2024.

### Documentaire
- Terre Marronne, documentaire de 52 minutes réalisé par Lauren Ransan, 2015[19].

## Hommages

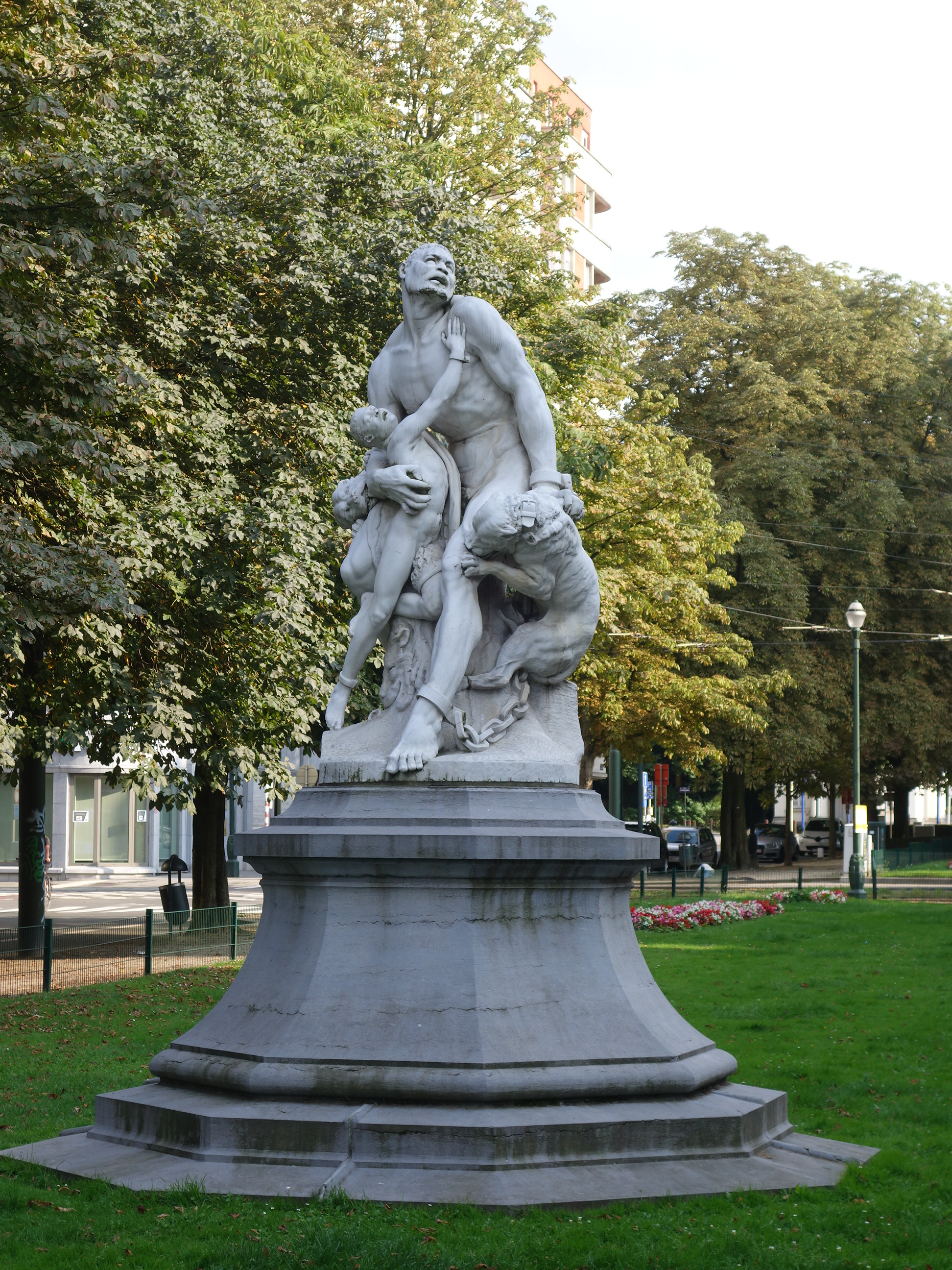
Nègres marrons surpris par des chiens (1893) aussi connu comme Esclaves repris par les chiens, œuvre de Louis Samain[20], Bruxelles.
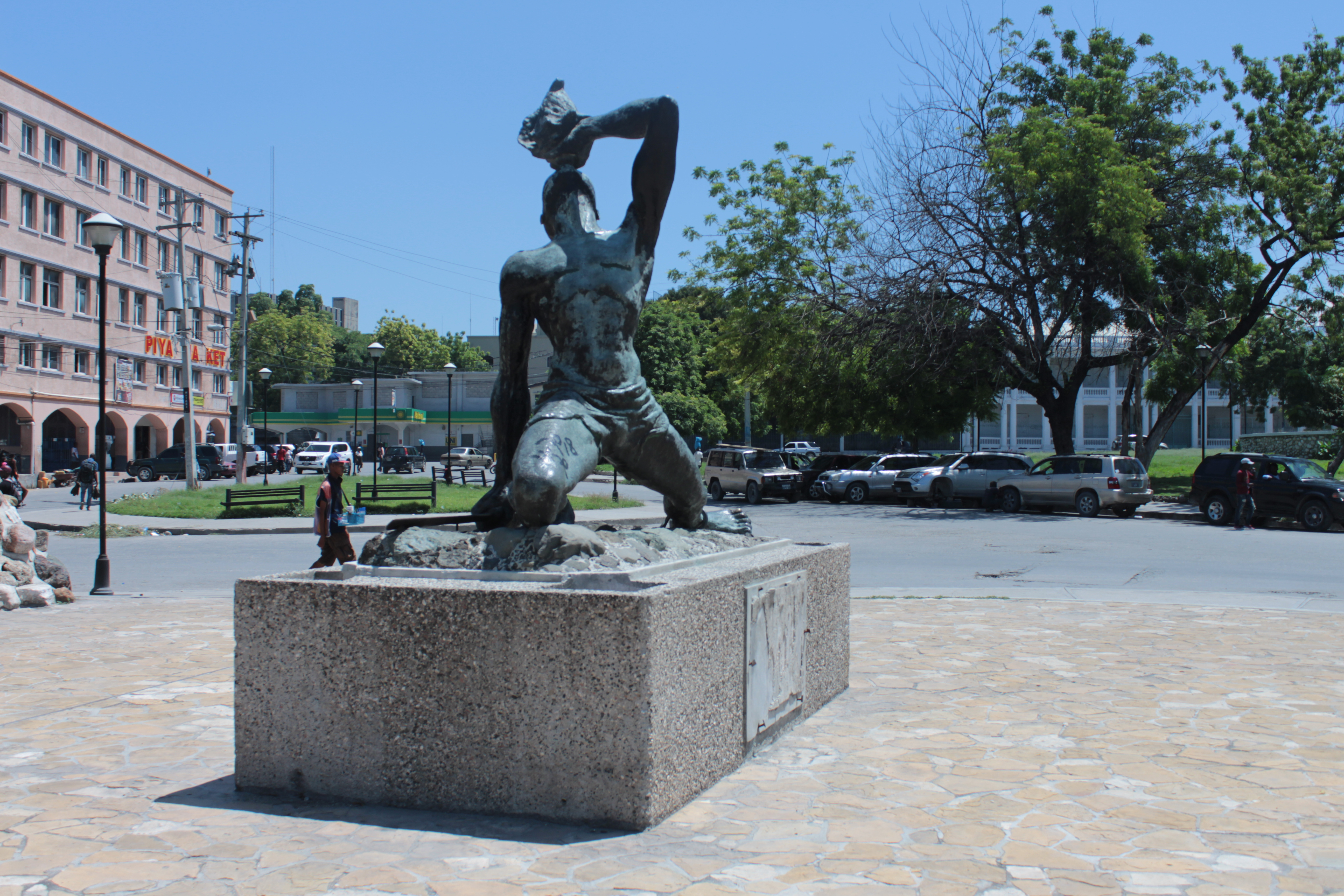
Sculpture de Nèg Mawon, symbole de l'esclave libéré, au cœur de Port-au-Prince (Haïti).
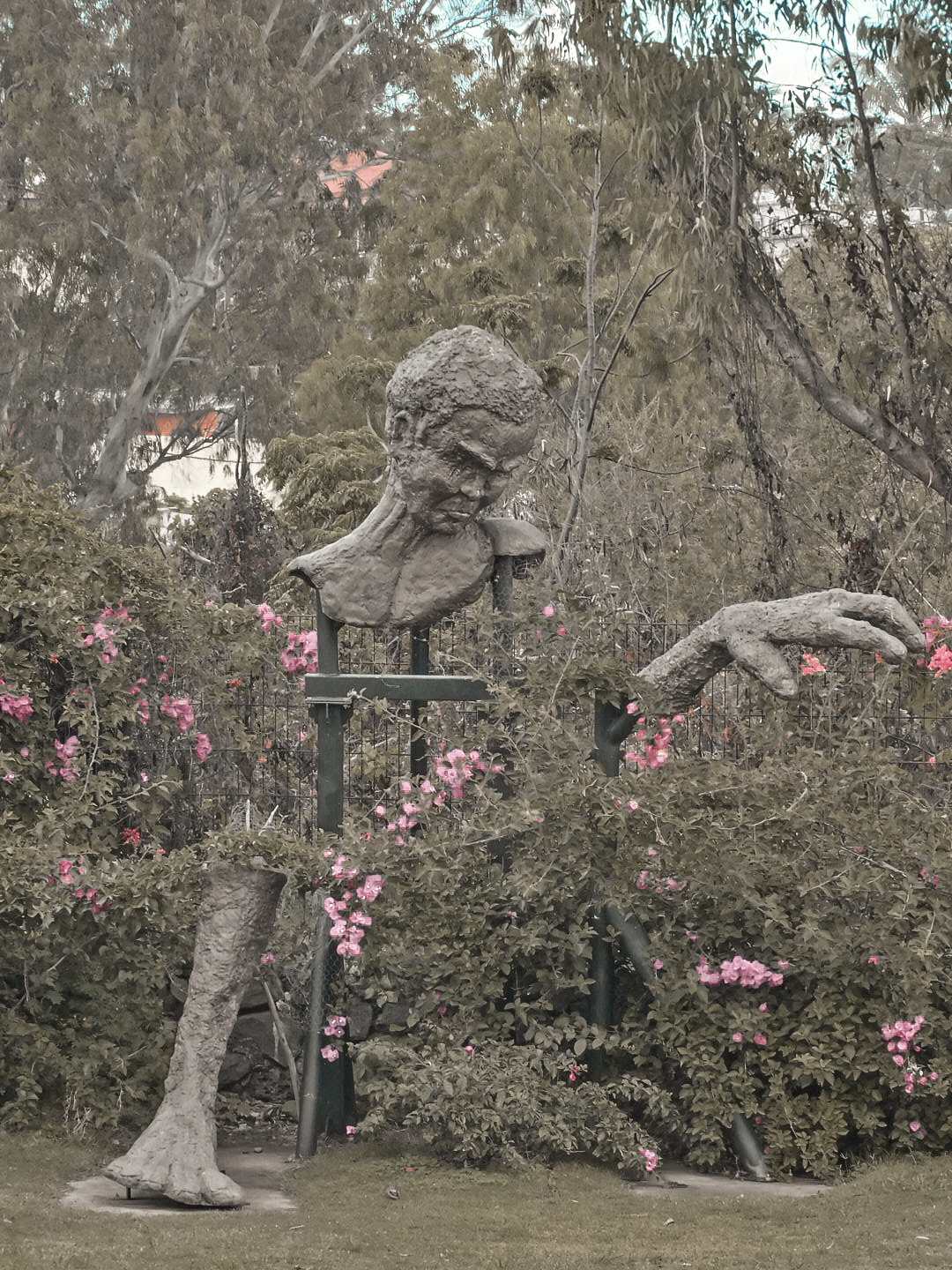
Sculpture Bann marronér, réalisée en bronze par Nathalie Maillot et Nelson Boyer. Cette œuvre située dans l'ancienne habitation Desbassayns, à La Réunion, rend hommage au esclaves marrons. En effet, les hauteurs de l’île sont connues pour être les terres de marronnage.

#### Histoire du marronnage
- Yves Manglou, Noir mais marron, éditions du Paille-en-queue noir,  (ISBN 291279704-7)

On trouve aujourd'hui ce livre publié aux éditions Orphie. Extrait :
« Mon premier geste d'homme libre fut d'attacher mon amulette autour du cou: le sang de mon père mêlé à la terre de Bourbon. J'avais pris soin d'astiquer le cauri et, à mes yeux, il brillait comme un diamant. Je me prosternai et jurai tout haut que jamais plus ce symbole ne serait caché, dussé-je en mourir. J'avais marché toute la nuit depuis que j'avais quitté l'habitation des hauts de Saint-Paul. La terre était douce à mes pieds, et si la forêt était dense, elle se laissait facilement pénétrer. Le chant de Saphime me guidait avec précision. Il suffisait de lever les yeux et de les ouvrir en grand pour retrouver les indices de mon itinéraire, de son itinéraire. »
- Jean Fouchard, Gabriel Debien, « Le Petit Marronnage à Saint-Domingue autour du Cap (1790-1791) », Cahiers des Amériques latines, 1969.
- Yvan Debbasch, Le Marronnage: Essai sur la désertion de l'esclave antillais, PUF, 1962.
- Danielle Miloche-Baty, De la liberté légale et illégale des esclaves à Bourbon au dix-neuvième siècle ou le problème des affranchissements et le phénomène du marronnage dans la société réunionnaise entre 1815 et 1848, s.n., 1984.
- Wim S. M. Hoogbergen, De Boni-oorlogen, 1757-1860: marronnage en guerilla in Oost-Suriname, Centrum voor Caraïbische Studies, 1985.
- Jean-François Samlong, Le Roman du marronnage à l'île Bourbon : Les marrons de Louis Timagène Houat (1844), Bourbon pittoresque d'Eugène Dayot (1848), Éditions UDIR, 1990.
- Suzanne Crosta, Le Marronnage créateur: dynamique textuelle chez Édouard Glissant, GRELCA, 1991.
- Valérie Lilette et Christian Barat, Le Mythe du marronnage: symbole de "résistance" à l'île de La Réunion, s.n., 1999.
- Amédée Nagapen,  Le Marronnage à l'Isle de France-Ille Maurice: rêve ou riposte de l'esclave?, Centre Nelson Mandela pour la Culture Africaine, 1999.
- Claire Mara, Anne Christiaens, Kamini Ramphul, Marronnage et liberté, ouvrage collectif, Réunion, Conseil général, Département de la Réunion, 1999.
- Amédée Nagapen, Esclavage et marronnage dans le roman Georges d'Alexandre Dumas: l'apport des chroniques de J.G. Milbert, University of Mauritius, 2005.
- Elsa Dorlin, « Les Espaces-temps des résistances esclaves : des suicidés de Saint-Jean aux marrons de Nanny Town (XVIIe - XVIIIe siècles) », Tumultes, no 27, 2006, p. 37-54.
- Paul Butel, Histoire des Antilles françaises XVIIe – XXe siècle, Librairie Académique Perrin, coll. « Tempus », 2007, 566 p.  (ISBN 978-2262026622)
- Gabriel Debien, Le Marronnage aux Antilles françaises au XVIIIe siècle, Caribbean Studies, 1966, 43 p.
- Gabriel Debien, Les Esclaves aux Antilles françaises, XVIIe – XVIIIe siècles, Société d'histoire de la Guadeloupe & Société d'histoire de la Martinique, 1974, 529 p.
- Jean Hurault, Africains de Guyane, la vie matérielle et l'art des Noirs Réfugiés de Guyane Éditions Mouton- La Haye - Paris (avec le concours du CNRS), dépôt légal 2e trimestre 1970.
- Gérard Thélier, Le grand livre de l’esclavage, des résistances et de l’abolition, Éditions Orphie, 2016.

#### Documentaire
- Terre Marronne réalisé en 2015 par Lauren Ransan est le premier et seul documentaire qui aborde le marronnage sur l'Île de la Réunion sous un angle scientifique[21].Voir aussi